# Templo de Masinisa
El Templo de Masinisa o santuario de Masinisa son unos restos arquitectónicos religiosos del yacimiento arqueológico de Dougga en Túnez. Su nombre original es maqdes (santuario) de Masinisa y fue edificado en memoria de este rey muerto en el 148 a. C. Este templo se encuentra en el oeste del Capitolio de Dougga, cerca del foro y está construido por unos bloques de piedra que forman una estructura rectangular de 14,65 metros de largo y 6,30 de ancho, similar al santuario de Simithus construido igualmente durante el reinado de Micipsa (148-118 a. C.) 

## Inscripción bilingüe
Antes de su identificación ya era conocido por una inscripción bilingüe púnica y líbica, encontrada en 1904 cerca del foro y hoy conservada en el Museo Nacional del Bardo. Está datada el 139 a. C. y en ella se conmemora la construcción por los notables de la ciudad de Thugga (Dougga), del maqdes en memoria del rey Masinisa.
La inscripción en libio y en púnico del Templo de Masinisa se traduce a “Los ciudadanos de Thugga han construido el templo al Rey Masinisa, hijo del Rey Gaia, hijo del shofet Zilalson, en el año 10 de Micipsa”

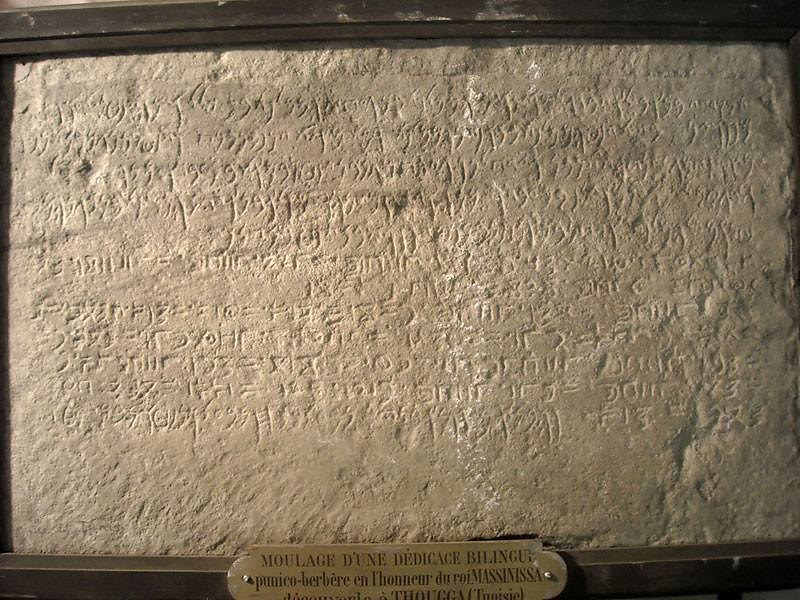
Copia del Louvre de la inscripción bilingüe del Templo. La original se halla en el Museo del Bardo (Túnez).

## Alrededores del templo
En la ciudad de Thugga, no solo encontramos el templo en honor a Masinisa, siendo este divinizado tras su muerte. En lo referido a la inscripción fue posiblemente un cenotafio para el rey fallecido. También, alrededor del templo de Masinisa se han encontrado inscripciones púnicas y libias, las cuales cuentan cómo era la administración de Thugga en el reino de Numidia. En las inscripciones encontradas aparece en el libio el título MWSN, traduciéndose este como “hombre sabio”, luego MSSKW para el oficio del arquitecto, para luego hallar GZB, siendo este cargo el inspector de obras, GLDMSK, siendo el jefe de los albañiles; y por último GLDGYLM para el jefe de unos artesanos, cuya categoría ya no es conocida. La traducción elaborada por S. Chaker tiene una alta influencia de las raíces bereberes, mientras las traducciones J. Février, poseen una alta influencia del púnico, cambiando el significado de las anteriores palabras, como MWSN se convierte en dos “jefes de cien”, luego GLDMSK traducido como “jefe de cincuenta”, también MSSKW se interpretó como un tesorero y, para finalizar, GLDGYLM se descifró a “sumo sacerdote”. Sin embargo, la organización administrativa está presente en las inscripciones, aunque la información no parece ser decisiva por las traducciones y sus influencias.

## Alfabeto libio
Este territorio conquistado por Masinisa, tenía un componente no solo púnica, sino también libio, debido a que la nobleza púnica trajo a libios a la ciudad, sino el pretexto de la conquista del territorio. Además, esto llevó a la creación de varias inscripciones en ambas lenguas, como es el caso de esta.
El alfabeto libio presente en las inscripciones existía y ha estado extendido por otros varios territorios de la zona. En lo referente a la escritura de la lengua libia se han encontrado diversas piezas anteriores a la llegada de Cartago a la región norteafricana, por lo cual la inscripción del templo probablemente no tenga influencia púnica.